# Ciepło/Zimno
Ciepło/Zimno – piąty album polskiego zespołu happysad.
Nagrań dokonano w małym domku w otoczeniu warmińskich lasów, w najzimniejszym momencie zimy 2012 roku. Za realizację materiału po raz kolejny odpowiadał Leszek Kamiński, a gościnnie w utworze "Nie Będziem płakać" zaśpiewała Marcelina Stoszek.
„Jeszcze nigdy żadne miejsce nie miało tak dużego wpływu na naszą twórczość" - mówią członkowie happysad i dodają, że pomimo kilku zmian w brzmieniu zespołu, to wciąż są piosenki, które łatwo zagrać na gitarze i melodie, które łatwo zapamiętać.
Na płycie znajduje się 12 piosenek, oraz bonus - ukryta ścieżka za ostatnim utworem, która została przez zespół zatytułowana "Stare miasto".
Album zadebiutował na 1. miejscu zestawienia OLiS i osiągnął status złotej płyty.  

## Lista utworów
| 1.  | Wpuść mnie                                                 | 4:44  |
|     |                                                            |       |
| 2.  | Ciepło/Zimno                                               | 3:07  |
|     |                                                            |       |
| 3.  | Bez znieczulenia                                           | 4:08  |
|     |                                                            |       |
| 4.  | Nie będziem płakać                                         | 3:05  |
|     |                                                            |       |
| 5.  | Biegnę prosto w ogień                                      | 5:22  |
|     |                                                            |       |
| 6.  | Most na krzywej                                            | 4:40  |
|     |                                                            |       |
| 7.  | Niezapowiedziana                                           | 4:10  |
|     |                                                            |       |
| 8.  | Na ślinę                                                   | 4:32  |
|     |                                                            |       |
| 9.  | Wszystko co złe                                            | 3:56  |
|     |                                                            |       |
| 10. | Do krwi                                                    | 4:02  |
|     |                                                            |       |
| 11. | Poznański                                                  | 2:23  |
|     |                                                            |       |
| 12. | Nic nie zmieniać (Zawiera ukryty utwór pt. "Stare Miasto") | 9:17  |
|     |                                                            |       |
|     |                                                            | 53:26 |
|     |                                                            |       |